# چاه درویشان
چاه درویشان، روستایی در دهستان طاهری بخش سیراف شهرستان کنگان در استان بوشهر ایران است.

## جمعیت
بر پایه سرشماری عمومی نفوس و مسکن در سال ۱۳۹۵، جمعیت این روستا برابر با ۲۷ نفر (۱۰ خانوار) بوده‌است.